# Scafa
Scafa est une commune de la province de Pescara, dans la région Abruzzes, en Italie.

## Administration

### Liste des maires (sindaci) successifs
| Période                                  | Période  | Identité        | Étiquette       | Qualité |
| ---------------------------------------- | -------- | --------------- | --------------- | ------- |
| 28 mai 2002                              | En cours | Luigi Sansovini | Centro-Sinistra |         |
| Les données manquantes sont à compléter. |          |                 |                 |         |

### Hameaux
Decontra, Piano d'Orta, Collemulino, Colli, Mampioppo, Marulli-Solcano, Pianapuccia, Tornaturo.

### Communes limitrophes
Abbateggio, Alanno, Bolognano, Lettomanoppello, San Valentino in Abruzzo Citeriore, Torre de' Passeri, Turrivalignani.

## Économie
La ville abrite une cimenterie du groupe Italcementi.